# シモナス・ストレルツォーヴァス
シモナス・ストレルツォーヴァス（リトアニア語: Simonas Strelcovas、1972年12月22日 - ）は、リトアニアの政治家、歴史学者。

## 経歴
シャウレイ出身。ヴィータウタス・マグヌス大学にて博士号取得（歴史学）。2008年から2018年までシャウレイ大学歴史学科准教授。2016年、国際交流基金フェローシップ受給。2019年、名城大学招聘研究員。2020年から2022年まで全国地域開発庁で勤務。
2023年1月2日よりヴィルナ・ガオン・ユダヤ史博物館館長。同年3月、シャウレイ地区自治体議会議員選挙に祖国連合＝リトアニア・キリスト教民主派より立候補し、当選。

## 横領事件
2019年、文化教育に関わる非営利団体「旭日の橋」（VšĮ "Tekančios saulės tiltai"）が設立された。2022年5月、ストレルツォーヴァスと「旭日の橋」は、日本の名城大学・稲葉千晴教授と二国間協力協定を締結。同年6月10日、ストレルツォーヴァスが「旭日の橋」の代表に正式就任した。同月、同団体は、ウクライナからの戦争難民に対して社会統合訓練サービスを提供する協定をシャウレイ地区自治体と締結。本来であれば、このような協定の締結に関しては入札が行われるはずであるが、自治体当局者によれば、稲葉からストレルツォーヴァスを指定する委任状が提出されたため、入札は公開で行われなかったという。
サービス資金は、日本の「杉原千畝ウクライナ難民募金」（代表：稲葉千晴）から提供された。これは、同年4月から7月まで名城大学の学生約30人が名古屋市内での街頭募金活動で集めた494万3050円（35,000ユーロ）を一度自治体に送金し、その後「旭日の橋」が自治体からその資金を受け取る仕組みになっていた。
ストレルツォーヴァスは、難民への医療・看護研修を行う契約を介護施設責任者と締結したが、実際には内容の伴わない研修が行われ、自治体との協定にあるようなサービスは提供されなかった。参加した難民2人がなぜか地元の老人ホームを見学させられるといった具合に、本来の協定内容と無関係な活動も行われた。
にもかかわらず、ストレルツォーヴァスは偽造されたサービス受領証を自治体に提出し資金を得た。ストレルツォーヴァスは稲葉にも書類を提示しているが、この書類にサインしているシャウレイ地区自治体会計担当者の「ヴィオレタ・ムルキエネ」という職員は、実在しない。
さらに、ストレルツォーヴァスは別の民間企業の取締役とも契約していたほか、難民向けサービスを、自身の妻であるジヴィレ (Živilė) や同じくシャウレイ地区自治体議会のヴァツロヴァス・モティエユーナス (Vaclovas Motiejūnas) 議員（祖国連合所属）の妻レナタ (Renata) といった親しい人々からも購入し、資金を彼女らに渡していたことが明らかとなっている。ジヴィレとの契約によれば、サービス提供の対価として11,500ユーロがジヴィレに提供された。また、レナタとの契約では、2,500ユーロの資金を提供する代わりにウクライナ難民を対象としたリトアニア語講習（2022年11月15日から11月30日まで、全8回）が実施されることとなっていた。しかし、講習に参加したウクライナ難民によれば、実際には、直前になってリトアニア語講習から医療・看護に関する講習に内容が変更されたという。講習参加者の難民は、講習内容が本来の目的とはまったく無関係であったことから、その後講習に出席することをやめたと述べている。そのほか、ストレルツォーヴァスは2022年まで勤務していた全国地域開発庁とも契約を結んでいた。
一連の疑惑が報道されると、これを問題視した祖国連合＝リトアニア・キリスト教民主派のシャウレイ地区支部評議会は2023年8月25日、ストレルツォーヴァスを党から除名。また、リトアニア文化省は、公務員倫理最高委員会 (VTEK) に通報。同委員会は2023年11月、ストレルツォーヴァスが同自治体の議員でありながら、「旭日の橋」の代表という立場で同自治体と協定を締結しており、公益と私益を混同していたと認定した。また、特別捜査局も同氏の横領、職権濫用、文書偽造、偽造文書所持に関する公判前捜査を行い、2025年7月初旬、シャウレイ地方検察庁がストレルツォーヴァスに対する刑事訴訟を地方裁判所に提起。特別捜査局による公判前捜査が行われているあいだ、シャウレイ地区自治体は、ストレルツォーヴァスによる横領に関し、19,400ユーロの財産損害賠償を同氏に求める民事訴訟も起こした。
刑事訴訟に発展したことを受け、シャルーナス・ビルティス文化大臣は、ストレルツォーヴァスがユダヤ史博物館館長の職を辞任すべきとの見解を示したが、ストレルツォーヴァスは当初、刑事訴訟の内容と館長の職は無関係であるとして辞任を否定。しかし8月、「ずっと前から、もっと良いこと、もっと面白いことを探していた」「ワイナリーを経営したい」として、辞任を表明した。

## 出版物

### 著書
- Geri, blogi, vargdieniai: C. Sugihara ir Antrojo pasaulinio karo pabegeliai Lietuvoje, Vilnius: Versus, 2018. ISBN 9789955829140
  - 『第二次大戦下リトアニアの難民と杉原千畝——「命のヴィザ」の真相』赤羽俊昭訳、明石書店、2020年。ISBN 9784750351186
- Antrojo pasaulinio karo pabėgėliai Lietuvoje 1939–1940 metais, Šiauliai: Šiaulių universiteto leidykla, 2010. ISBN 9786094300431

### 編著書
- Pasivaikščiojimai po Kairių parapijos istoriją Šiauliai: Šiaulių spaustuvė, 2014. ISBN 9786098144062